# Resistência elétrica

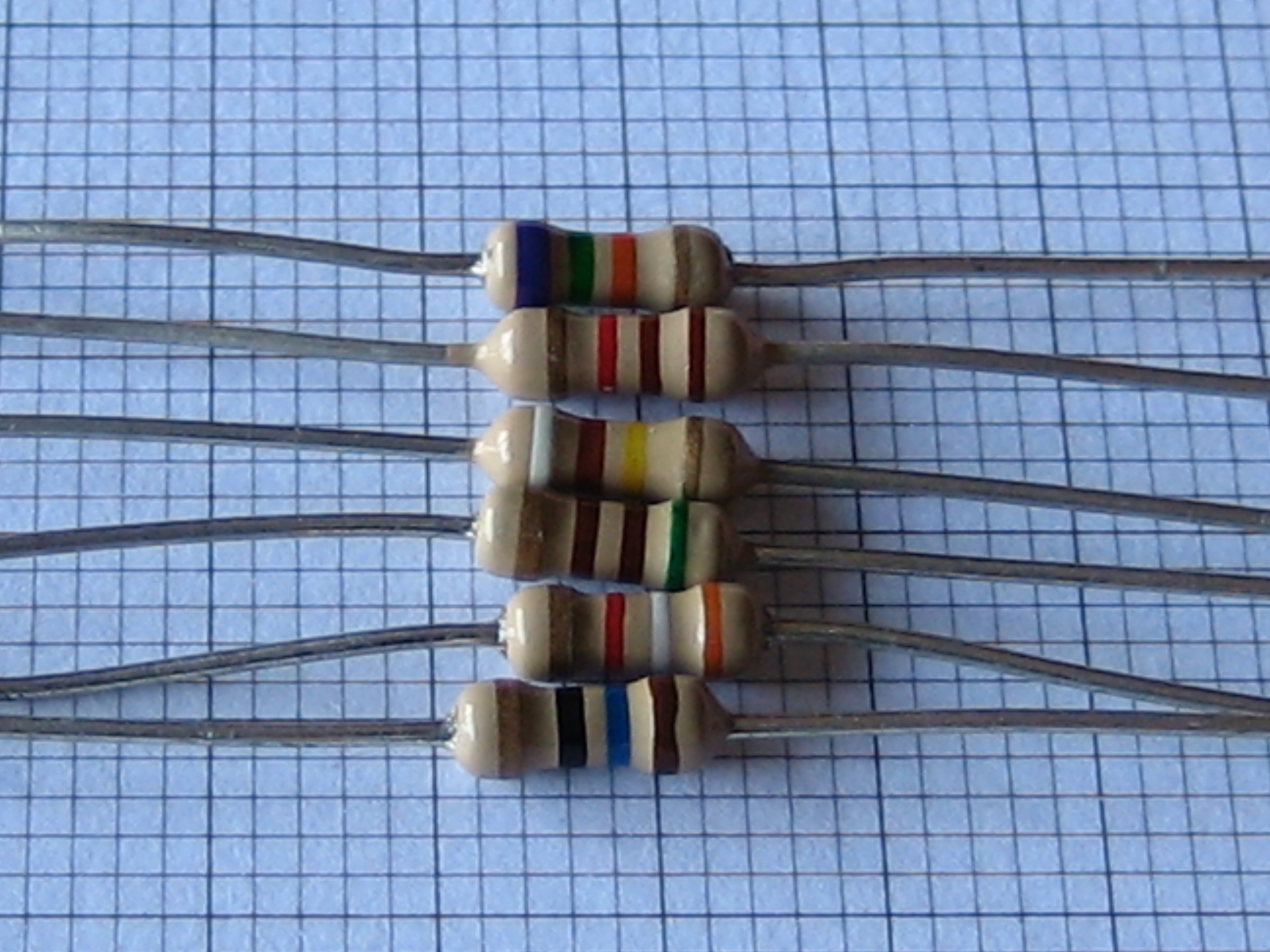
Grupo de resistores

Resistência elétrica (medida no SI: ohms) é a capacidade física de um corpo qualquer se opor à passagem de corrente elétrica mesmo quando existe uma diferença de potencial aplicada, capacidade calculada pela Primeira Lei de Ohm.
Na eletricidade básica a resistencia elétrica é classificada como uma das grandezas fundamentais chamadas de grandezas elétricas, presente em todo circuito elétrico (não pode ser dissociado). A unidade de resistência no Sistema Internacional de Unidades (SI), é medida em ohms.
Quando uma corrente elétrica é estabelecida em um condutor metálico, um número muito elevado de elétrons livres passa a se deslocar nesse condutor. Nesse movimento, os elétrons colidem entre si e também contra os átomos que constituem o metal. Portanto, os elétrons encontram uma certa dificuldade para se deslocar, isto é, existe uma resistência à passagem da corrente no condutor.
Os fatores que influenciam na resistência de um dado condutor são:
- A resistência de um condutor é tanto maior quanto maior for seu comprimento.
- A resistência de um condutor é tanto maior quanto menor for a área de sua seção transversal, isto é, quanto mais fino for o condutor.
- A resistência de um condutor depende da resistividade do material de que ele é feito. A resistividade, por sua vez, depende da temperatura na qual o condutor se encontra.

Esses fatores que influenciam a resistência de um condutor podem ser resumidos pela Segunda Lei de Ohm
{\displaystyle R=\rho {\ell  \over A}}
ρ é a resistividade elétrica do condutor;
R é a resistência elétrica do material;
{\displaystyle \ell } é o comprimento do condutor;
A é a área da seção do condutor.
Essa relação vale apenas para materiais uniformes e isotrópicos, com seções transversais também uniformes.

## Efeito Joule
Um condutor metálico, ao ser percorrido por uma corrente elétrica, se aquece. Num ferro de passar roupa, num secador de cabelos ou numa estufa elétrica, o calor é produzido pela corrente que atravessa um fio metálico, representa o fenômeno chamado efeito Joule, deve-se aos choques dos elétrons contra os átomos do condutor. Em decorrência desses choques dos elétrons contra os átomos do retículo cristalino, a energia cinética média de oscilação de todos os átomos aumenta. Isso se manifesta como um aumento da temperatura do condutor. O efeito Joule é a transformação de energia elétrica em energia térmica.

## Associações de resistências
A característica tensão-corrente de um sistema de várias resistências tem sempre o mesmo
aspecto que a caraterística de uma única resistência; nomeadamente, é uma reta que passa
pela origem. O declive dessa reta é a resistência equivalente. Podemos usar algumas regras
simples para calcular a resistência equivalente, quando as resistências estiverem ligadas
em série ou em paralelo.
Duas resistências estarão ligadas em série, quando uma estiver a seguir à outra, sem
nenhum outro elemento de circuito no meio, como se mostra na figura ao lado:

Duas resistências ligadas em série

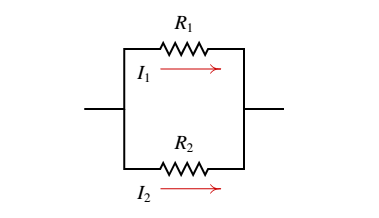
Duas resistências em paralelo

Num sistema de duas resistências ligadas em série, a corrente é a mesma nas duas resistências. A diferença de potencial no sistema é a soma das diferenças de potencial em cada resistência:
{\displaystyle \Delta V=\Delta V_{1}+\Delta V_{2}=(R_{1}+R_{2}){\mathit {I}}}
Assim, o sistema é equivalente a uma única resistência {\displaystyle R_{s}} com valor igual à soma das duas resistências.
{\displaystyle R_{s}=R_{1}+R_{2}}
Diz-se que duas resistências estão ligadas em paralelo , se os dois terminais de cada uma
das resistências estiverem ligados entre os mesmos pontos, como mostra a figura a seguir:
Num sistema de duas resistências ligadas em paralelo, a diferença de potencial é a mesma
nas duas resistências. A corrente no sistema é a soma das correntes em cada resistência:
{\displaystyle {\mathit {I}}={\mathit {I}}_{1}+{\mathit {I}}_{2}={\Bigg (}{\frac {1}{R_{1}}}+{\frac {1}{R_{2}}}{\Bigg )}\Delta V}
Assim, o sistema é equivalente a uma única resistência {\displaystyle R_{p}} que verifica a equação:
{\displaystyle {\frac {1}{R_{p}}}={\frac {1}{R_{1}}}+{\frac {1}{R_{2}}}\qquad ou\qquad R_{p}=R_{1}||R_{2}={\frac {R_{1}R_{2}}{R_{1}+R_{2}}}}
Em alguns sistemas com várias resistências é possível simplificar o sistema substituindo
sucessivamente as resistências que se encontrarem em série ou em paralelo por uma
resistência equivalente, até obter uma única resistência equivalente.
No sistema internacional de unidades, a unidade usada para medir a resistência é o ohm,
designado pela letra grega omega maiúscula,{\displaystyle \Omega } Uma resistência de 1 ohm é uma resistência em que uma tensão de 1 volt produz uma corrente de 1 ampere:
{\displaystyle 1\Omega =1{\frac {\mathrm {V} }{\mathrm {A} }}}
Usando a lei de Ohm, a potência dissipada por efeito Joule numa resistência {\displaystyle P=(I\,\Delta V)} pode ser escrita em função do valor da resistência:
{\displaystyle P=R\,I^{2}={\frac {\Delta V^{2}}{R}}}
Assim, a especificação da potência de um dispositivo elétrico tem implícito um valor da
diferença de potencial (tensão) que deverá ser usado para o seu correto funcionamento.
Quanto maior for essa potencia nominal, menor será a resistência do dispositivo.
Caso os valores dos resistores sejam iguais, a resistência equivalente é igual ao valor de uma das resistências dividido pelo número de resistores utilizados
{\displaystyle R.eq.=R/N}
onde N = Número de resistores, em outras palavras,
A Resistência Equivalente com dois resistores de valores diferentes pode ser definido da seguinte forma:
{\displaystyle R_{eq}=R_{1}||R_{2}={\frac {R_{1}.R_{2}}{R_{1}+R_{2}}}}
Para mais de dois resistores associados em paralelo deve-se aplicar a seguinte equação:
{\displaystyle {\frac {1}{R_{eq}}}={\frac {1}{R_{1}}}+{\frac {1}{R_{2}}}+{\frac {1}{R_{3}}}+{\frac {1}{R_{n}}}}

## Caraterísticas tensão-corrente

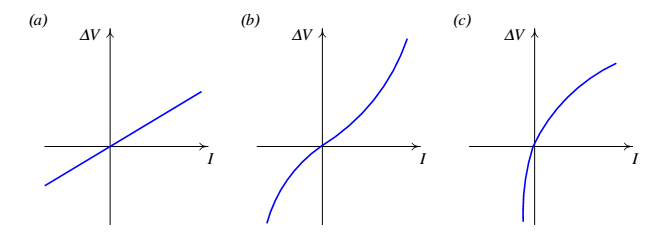
Caraterísticas tensão-corrente de três dispositivos diferentes

A potência elétrica que dissipa um elemento de um circuito, por exemplo, uma lâmpada,
é igual ao produto da diferença de potencial e a corrente no elemento: {\displaystyle P=I\Delta V}.
Duas lâmpadas diferentes podem ter diferentes valores da potência, com o mesmo valor da tensão.
Por exemplo, existem lâmpadas pequenas de 12 V com potências de 1 W e de 2 W; isso indica que para o mesmo valor da diferença de potencial, a corrente na lâmpada de 2 W é o dobro do que a corrente na lâmpada de 1 W.
Cada elemento de circuito tem uma curva caraterística que mostra os valores resultantes
da corrente, {\displaystyle I} , para diferentes valores da diferença de potencial, {\displaystyle \Delta V} A figura ao lado mostra algumas dessas curvas caraterísticas, para três elementos de circuito diferentes.

## Lei de Ohm

Diagrama de circuito para uma resistência

Em alguns condutores (o caso (a) na figura acima), designados de ôhmicos, a curva caraterística é uma reta que passa pela origem. Essa relação linear entre {\displaystyle {\mathit {I}}} e {\displaystyle \Delta V} expressa-se matematicamente com a Lei de Ohm:
{\displaystyle \Delta V=R{\mathit {I}}}
Onde R é uma constante resistência, que corresponde ao declive da caraterística tensão-corrente. Um condutor ôhmico designa-se simplesmente de resistência. A figura ao lado mostra o diagrama usado para representar nos circuitos uma resistência.
Nos materiais não ôhmicos o declive não é constante, o que indica que a resistência é diferente para diferentes valores da diferença de potencial.

## Resistência em uma Pilha

Caraterística tensão-corrente de uma bateria

Uma pilha ou bateria fornece energia eletrostática, devido às reações químicas entre os
elétrodos e o eletrólito, mas também dissipa alguma energia em calor, devido à passagem
de cargas pelos elétrodos e pelo eletrólito.
Assim, a caraterística da bateria é a soma da
função constante {\displaystyle \Delta V=\varepsilon } mais a caraterística de uma resistência r.
A ordenada na origem é o valor da fem, e o declive é a resistência interna da pilha. Assim, o diagrama de circuito correspondente deverá incluir uma fem ligada em série com uma
resistência (ver figura ao lado).
A barra mais fina e mais comprida, na representação gráfica da
fem, representa o elétrodo positivo, e a barra mais curta e grossa o elétrodo negativo.

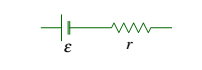
Circuito equivalente para uma bateria

No lado em que I é negativa no gráfico, quer dizer que a corrente entra na bateria pelo
elétrodo negativo e sai pelo elétrodo positivo. Esse é o modo normal de funcionamento
das baterias; nessas condições a bateria funciona como gerador, as cargas de condução
ganham energia potencial na passagem pela bateria. A bateria fornece potência elétrica;
parte dessa potência fornecida pelas reações químicas é dissipada em calor dentro da
própria bateria.
No lado em que I é positiva no gráfico , a corrente entra na bateria pelo elétrodo positivo
e sai pelo elétrodo negativo. As cargas perdem energia potencial durante a sua passagem
pela bateria. Assim, deverá existir outra bateria externa que fornece energia às cargas de
condução e que mantem a diferença de potencial entre os elétrodos por cima do valor da
fem. Diz-se que a bateria está a funcionar como receptor.
É costume representar a corrente na bateria em valor absoluto. Assim, os dois modos de
funcionamento da bateria aparecerão no mesmo quadrante da caraterística tensão-corrente. Nos dois ramos, o valor absoluto do declive é igual à resistência interna r.
No modo de gerador, a diferença de potencial entre os elétrodos é:
{\displaystyle \Delta V_{\text{gerador}}=\varepsilon -r\,I}

Os dois ramos da caraterística tensão-corrente de uma bateria

o sentido da corrente implica que as cargas de condução ganham energia na passagem pela
fem, mas dissipam alguma dessa energia na resistência interna. A potência total fornecida
pela bateria é a potencia fornecida pela fem {\displaystyle (I\varepsilon )} , menos a potência
dissipada na resistência interna {\displaystyle (I^{2}r)}.

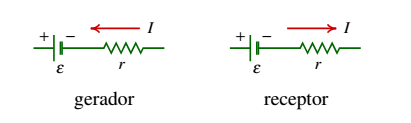
Sentido da corrente numa bateria, nos dois modos de operação

No modo de receptor, a diferença de potencial entre os elétrodos é:
{\displaystyle \Delta V_{\text{receptor}}=\varepsilon +r\,I}
neste caso, as cargas de condução perdem energia na fem e na resistência interna. A
potência total dissipada na bateria será a soma da potência dissipada na fem {\displaystyle (I\varepsilon )} , mais a potência dissipada na resistência interna {\displaystyle (I^{2}r)}. A parte da potência dissipada devida à fem, poderá ser usada para inverter as reações químicas entre os elétrodos e o eletrólito, se a bateria for recarregável; caso contrário, essa potência também é dissipada em calor.